# كريس دينمان
كريس دينمان (بالإنجليزية: Chris Denman)‏ هو لاعب كرة قدم أمريكية أمريكي، ولد في 7 أكتوبر 1983.